# 丹後山地
丹後山地（たんごさんち）は、京都府北部から兵庫県北部にかけて広がる山地である。丹波高地の北西部に相当し、国土地理院では丹後山地の山々は丹波高地と分類している。由良川および円山川に挟まれた領域で、南端は福知山盆地（牧川）に接する。また東部の丹後半島部分は竹野川により隔てられる。

## 概要
西床尾山 (843m)を最高峰とし、800メートルを越えるのは他に三岳山 (839.2m)、東床尾山 (839.1m)および大江山（千丈ヶ嶽） (832.5m)のみであり、大部分は400 - 600メートル程度の低山からなる。中でも大江山は酒呑童子伝説、いわゆる鬼退治伝説として名高く、丹後山地の盟主とされる。山域の一部は2007年（平成19年）から丹後天橋立大江山国定公園に指定されている。
東西および南北方向に断層が発達し、1927年（昭和2年）の北丹後地震のときは野田川に沿った山田断層と、これとほぼ直交する網野から峰山を通る郷村断層が出現した。冬季はシベリア気団による季節風が吹きつけ、日本海の対馬暖流からの水蒸気の供給により、豪雪地帯となるが、比較的温暖であるため、湿った雪が積もる。地質的には舞鶴市、大江町から夜久野町にかけて舞鶴帯が続き、丹後地域は飛騨外縁帯からなるが、基盤岩は古第三紀に貫入した宮津花崗岩類からなる。

## 主な山
- 西床尾山 (843m)
- 東床尾山 (839.1m)
- 三岳山 (839.2m)
- 大江山 (832.5m)
- 杉山 (697m)
- 赤岩山 (669m)
- 由良ヶ岳 (640m)
- 磯砂山 (661m)

### 丹後半島
- 太鼓山 (683m)
- 高山（702m）
- 汐霧山（647m）
- 角突山（629m）
- 金剛童子山（613m）
- 依遅ヶ尾山（540m）
- 徳楽山（220m） - 徳良山や戸倉山とも。

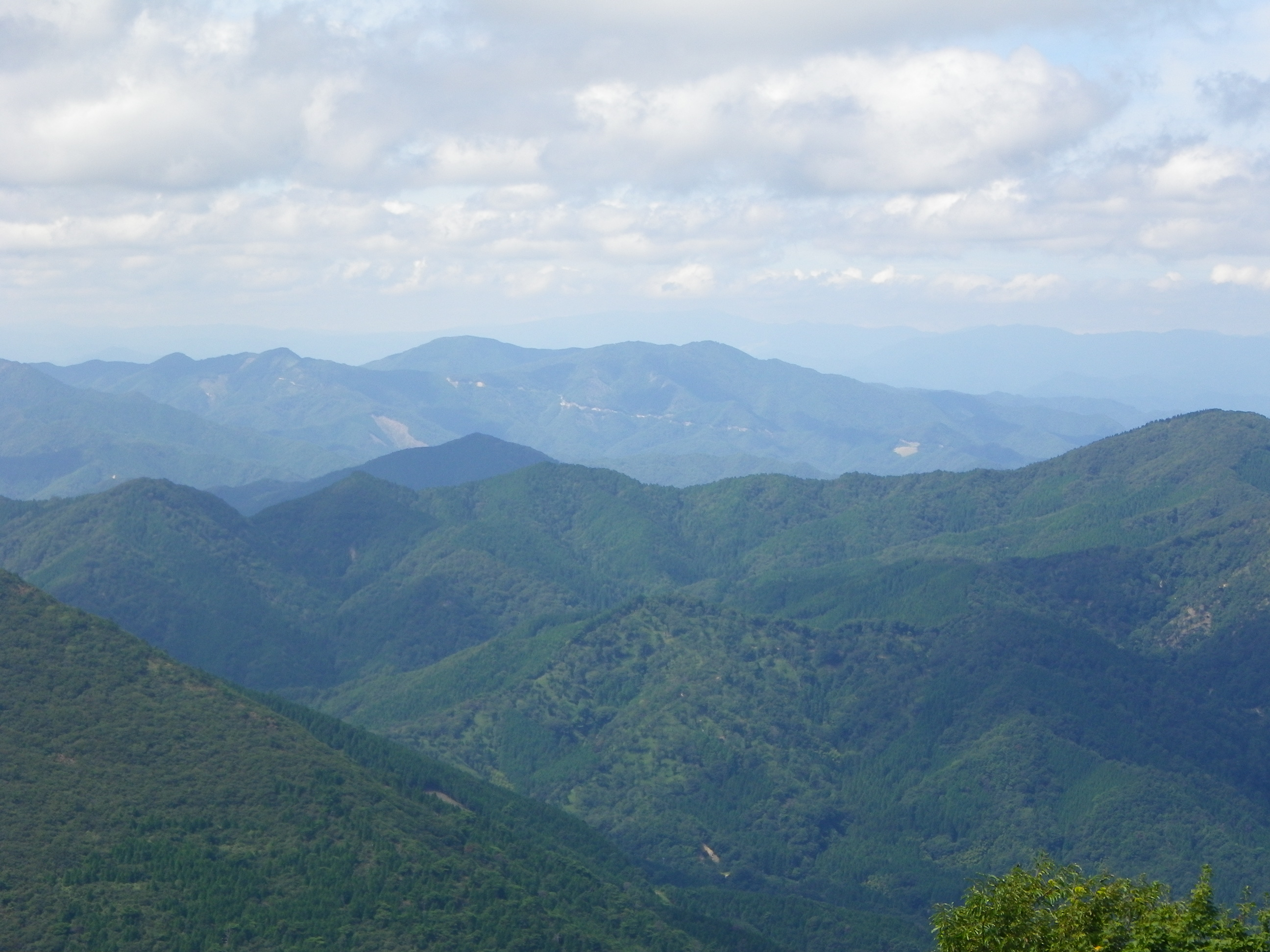
西床尾山および東床尾山
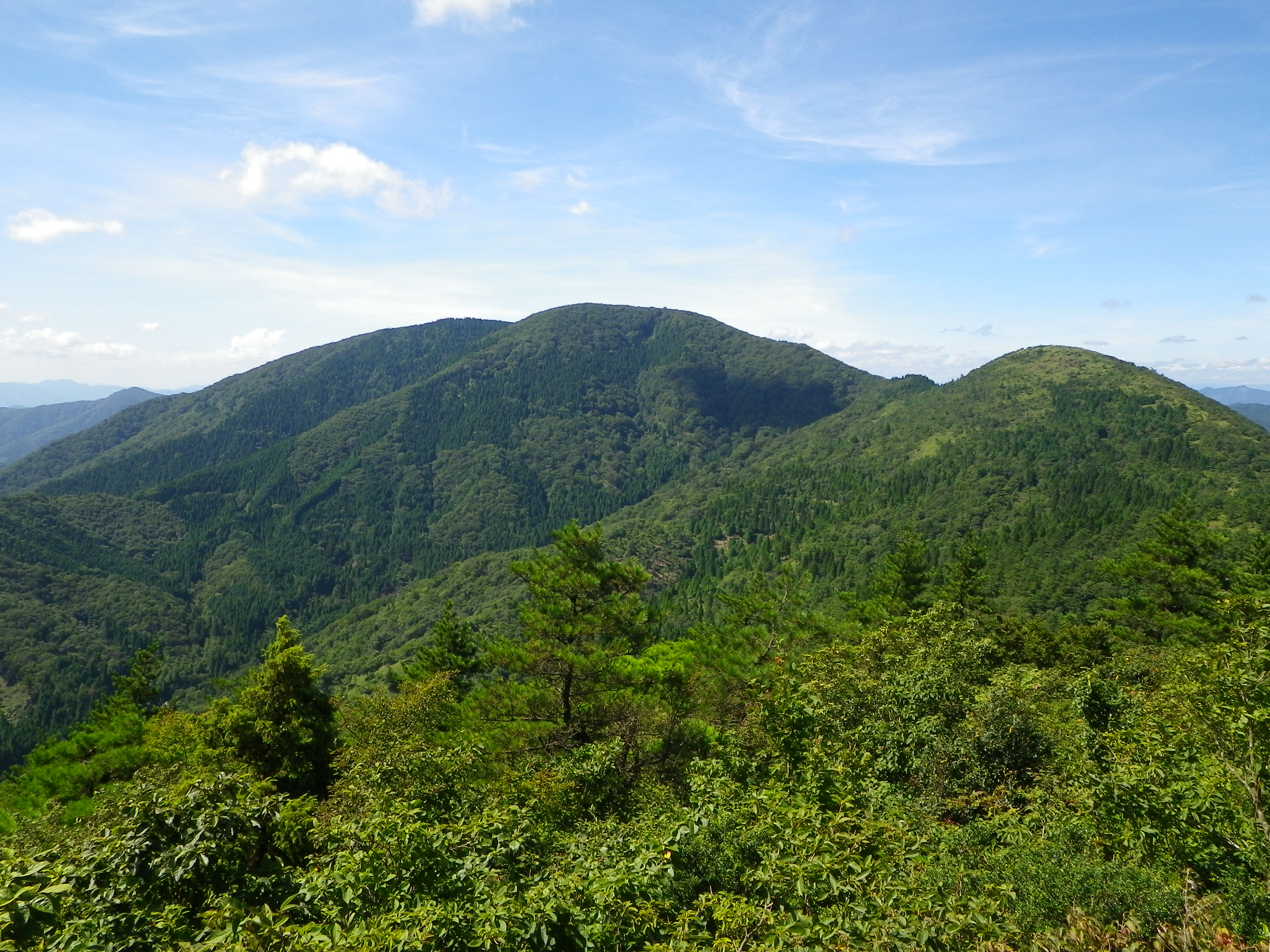
大江山千丈ヶ嶽
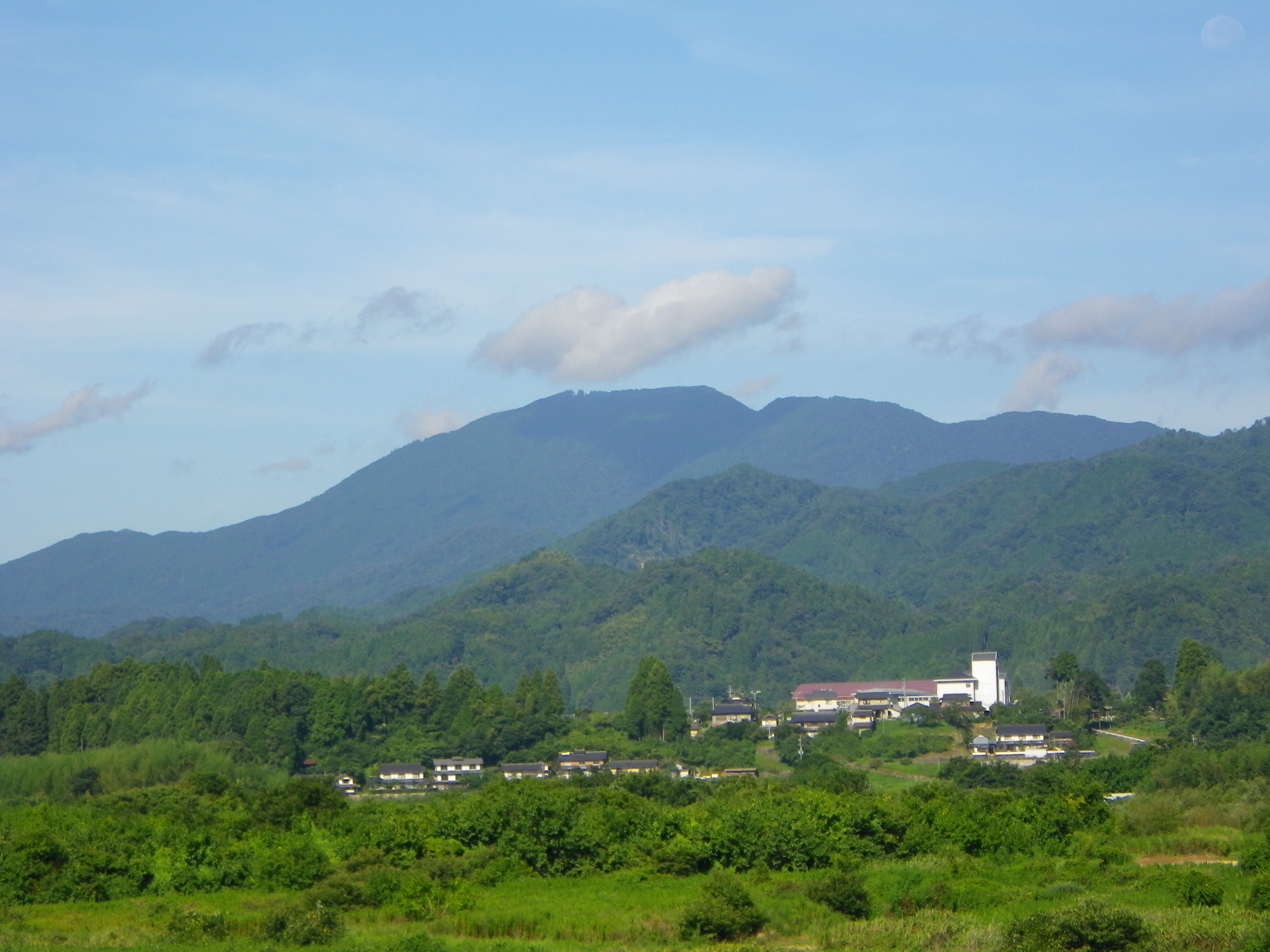
三岳山